# Альбін Загурський

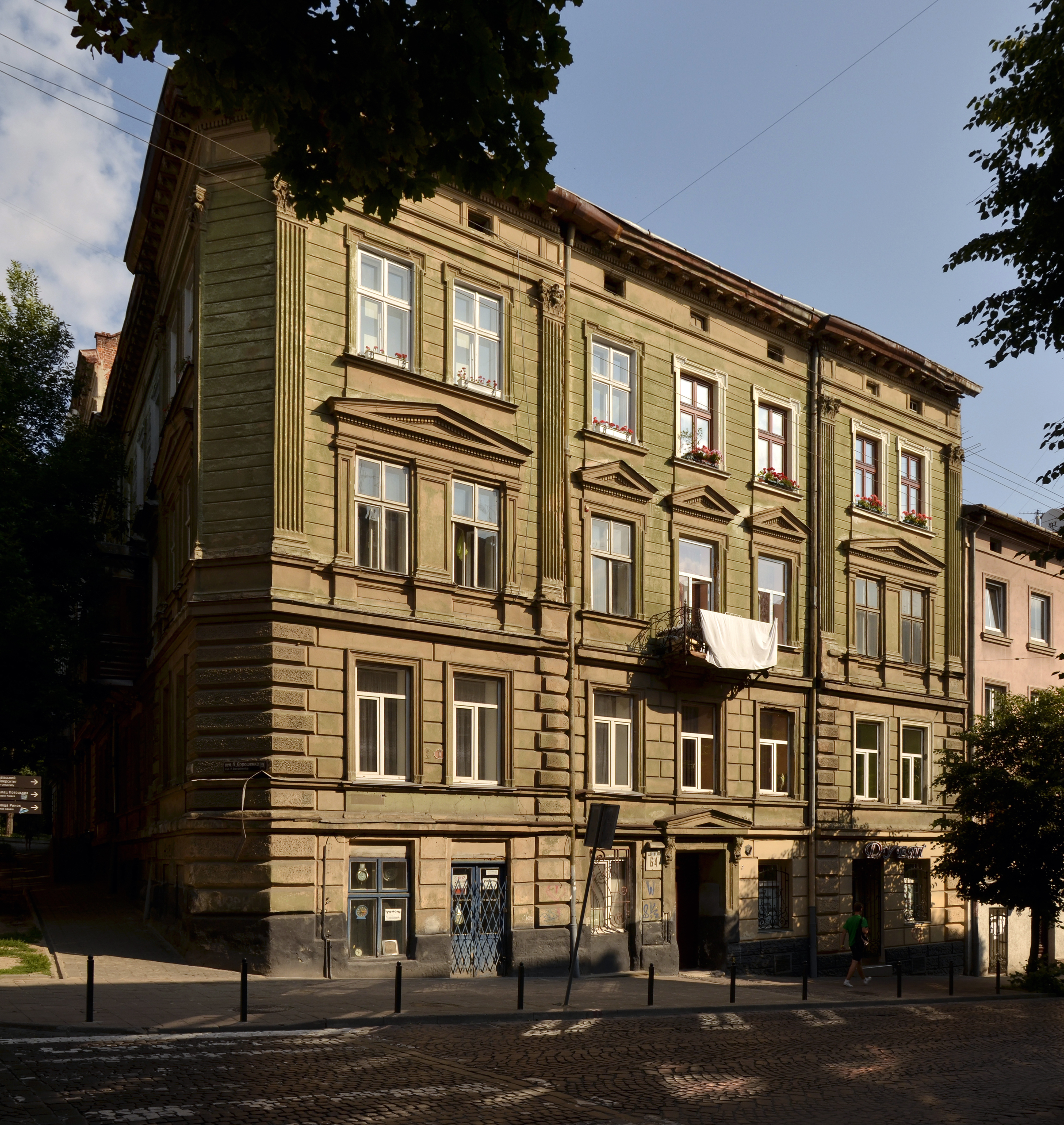
Будинок на вулиці Дорошенка, 64 у Львові

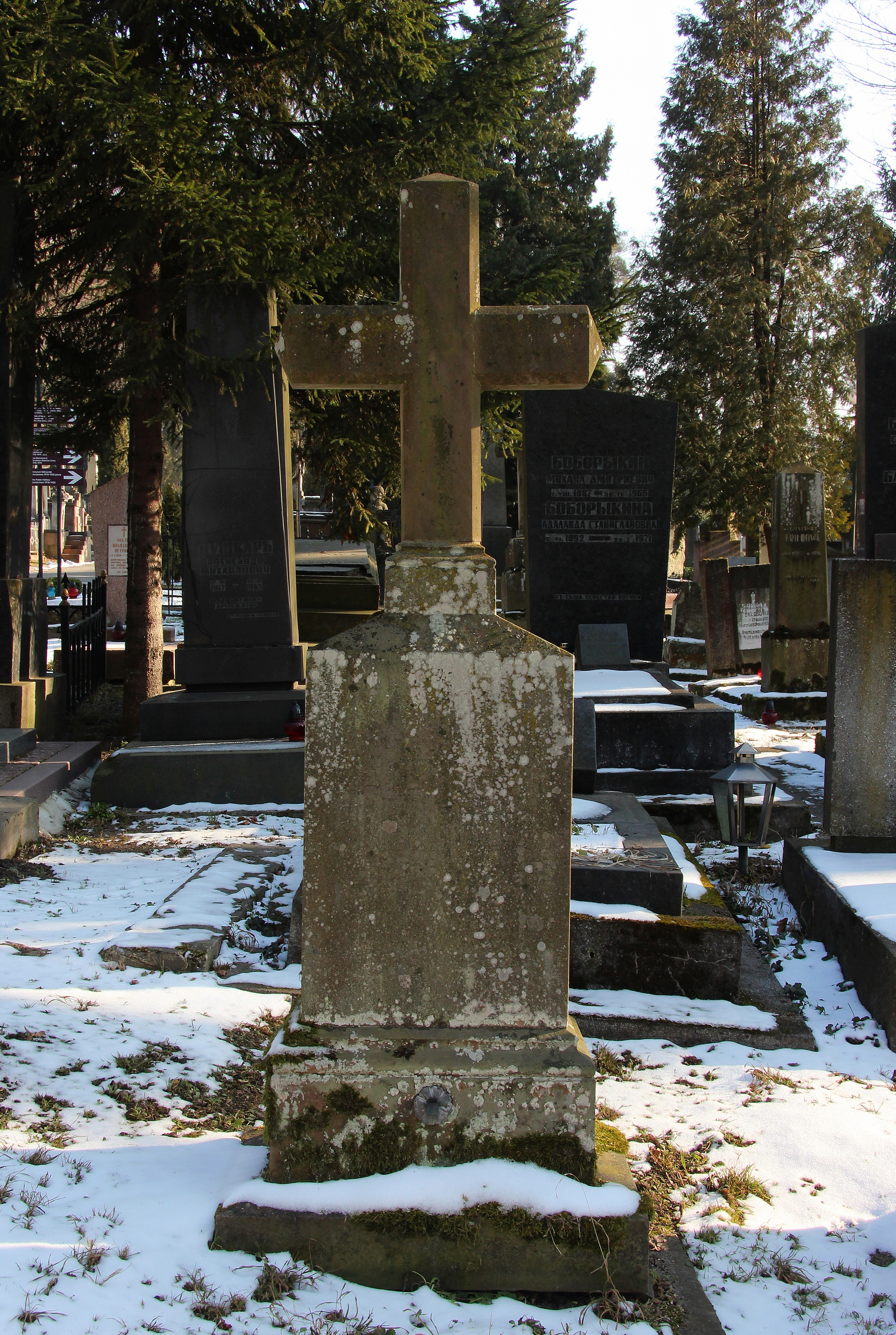

Альбі́н Загу́рський (пол. Albin Zagórski, 1846 — 24 травня 1910, Львів) — архітектор.

## Біографія
Народився 1846 року в Надвірній (нині Івано-Франківська область). За іншими даними — у Надрожній. Закінчив три класи реальної школи. Учасник польського повстання 1863—1864 років. Як підофіцер служив у відділах Висоцького, Руцького і Марецького. Під Волею Скромовською потрапив у полон і висланий до Сибіру, де пробув до 1867 року. Протягом 1867—1873 років навчався у Львівській політехніці. У 1877—1896 роках член Політехнічного товариства у Львові. Патентований будівничий у Львові від 1881. Голова львівського Товариства уповноважених будівничих. Директор Кредитної спілки будівничих. Офіційний представник «Фабрики цементу в Щаковій». Споруджував будівлі різного призначення переважно у стилі неоренесансу. 1905 року входив до складу журі конкурсу проектів будинку Політехнічного товариства у Львові. Помер 24 травня 1910 року у Львові.
Похований на полі № 53 Личаківського цвинтаря.
Роботи
- Прибутковий дім на вулиці Дорошенка, 64 у Львові (1881).[4]
- Дім на вулиці Крушельницької, 15 у Львові (1882, співавтор Леонард Марконі).[4]
- Керівництво спорудженням дому «Сокола» на вулиці Ковжуна, 11 у Львові (1882—1886, архітектор Владислав Галицький).[4]
- Керівництво спорудженням Авансового банку на проспекті Свободи, 10 (1898, архітектор Іполіт Слівінський).[4]
- Монастир, інтернат, та костел змартвихвстанців на вулиці Пекарській, 59 у Львові.[7]
- Дім польського гімнастичного товариства «Сокіл» у Ряшеві. Проєкт виконано безкоштовно 1891 року, і в наступному році реалізовано.[8] Проект фасадів опрацював Франциск Сковрон.[9]
- Реконструкція даху львівського костелу бернардинів. Тривала до середини 1890-х.[10]
- Дім на вулиці Пекарській, 24 у Львові (1898).[11]
- Розбудова костелу Воздвиження у селі Берездівці (1903).[12]